# Drosera peltata
Drosera peltata Thunb., 1797 è una pianta carnivora appartenente alla famiglia Droseraceae.

## Descrizione
Diversamente dalle altre drosere tuberose che si accrescono formando delle rosette, D. peltata ha un portamento eretto.
Come tutte le drosere, presenta delle foglie sulla cui superficie sono presenti delle ghiandole che secernono una sostanza collosa ricca di enzimi per catturare e digerire piccoli insetti.

## Distribuzione e habitat
Il suo areale comprende l'Australia sud-orientale (Nuovo Galles del Sud, Australia meridionale, Victoria e Tasmania), e l'Isola del Nord della Nuova Zelanda.
Vive in zone in cui l'estate è caratterizzata da forte siccità e va in estivazione sotto forma di tubero sotterraneo.
Cresce in ambienti poveri di nutrienti su suoli sabbiosi e nelle torbiere, completamente asciutti in estate e saturi di acqua in inverno.